# Rectonychocella grandipora
Rectonychocella grandipora är en mossdjursart som beskrevs av Ferdinand Canu och Ray Smith Bassler 1929. Rectonychocella grandipora ingår i släktet Rectonychocella och familjen Onychocellidae. Inga underarter finns listade i Catalogue of Life.